# Superstición en la Antigua Grecia
La adivinación era una institución oficial, reconocida por los estados, que a su vez consultaban a la Pitia y mantenían a adivinos colaborando con magistrados civiles y militares. Lampón, el amigo de Pericles, que hizo de él una especie de “ministro de los cultos”, era un adivino.
La frontera entre la religión y la superstición en la Antigua Grecia a menudo era imprecisa. Esta es la razón por al cual en el retrato del supersticioso que nos ofrecen los Caracteres de Teofrasto, hay muchos ritos religiosos, algunos de ellos exagerados hasta el absurdo.

El día de la fiesta de Coes, tras haberse purificado las manos y rociado con agua lustral, el supersticioso sale del templo con una rama de laurel entre los dientes y se pasea así durante todo el día. Si una comadreja se atraviesa en el camino ya no se mueve hasta que ve pasar a otra persona o hasta haber lanzado tres guijarros al camino. 

Cuando descubre una serpiente en su casa, si es una serpiente de cabeza ancha invoca a Sabacio; si es una serpiente sagrada erige al instante una capilla.

Cuando pasa por delante de esas piedras ungidas que se ven en los cruces de caminos, vierte sobre ellas todo el aceite de su frasco (lecito), y solo se aleja después de haberse arrodillado y prosternado (proskínesis).

Si un ratón ha roído uno de sus sacos de harina se dirige al exégeta para saber qué debe hacer y si el exegeta le responde que se lo repare el zurrador, no le hace caso y en cuanto se aleja va a ofrecer un sacrificio expiatorio .

Es un hombre que purifica su casa sin cesar manifestando que se le aparece Hécate 

Si en el camino ha oído el grito de una lechuza, se conmueve y no continúa andando hasta haber pronunciado la fórmula «Atenea se la lleve».

Evita caminar sobre una tumba, acercarse a un muerto o a una parturienta: tiene «sumo cuidado en no mancillarse».

Todos los días cuarto y vigésimo del mes, después de haber ordenado a los de su casa que preparasen vino caliente, sale a comprar ramas de mirto, incienso, dulces sagrados y luego, cuando vuelve a casa, se pasa todo el día coronando las imágenes de Hermafrodito.

Cuando tiene un sueño consulta a los intérpretes de sueños (onirócrito), a los adivinos, a los augures, para que le digan a qué dios o diosa debe invocar.

Cada mes para renovar su iniciación, va a ver a los sacerdotes órficos (orfetelesta) en compañía de su mujer ( o de la nodriza si ella no está libre) y de sus hijos. Es de esas personas a las que se ve entregarse a minuciosas abluciones al borde del mar. Si ve a uno de sus hombres portadores de una corona de ajo que se encuentran en los cruces de caminos, vuelve a su casa, se sumerge en agua de pies a cabeza, llama a las sacerdotisas y les pide que le purifiquen con una cebolla de agua o con el cadáver de un perro joven, al que dan vueltas en círculo a su alrededor.

Cuando ve a un demente o a un epiléptico le entran escalofríos y escupe en el pliegue de su vestido.

Si, al atarse el calzado, se le rompía una correa del pie derecho o del pie izquierdo era asimismo un presagio bueno o malo.
Sería un error creer que todos los supersticiosos eran hombre del pueblo carentes de cultura. Un rico hombre de estado como Nicias, un escritor, discípulo de Sócrates, como Jenofonte, se rodeaban de adivinos y de cresmólogos (coleccionistas de oráculos) y practicaban ritos casi tan minuciosos como el supersticioso de Teofrasto. A causa de un eclipse de Luna –gran presagio- Nicias perdió su ejército y murió a su vez de forma lamentable en Sicilia:

¿Qué dijeron los atenienses al enterarse del desastre? Conocían el valor personal de Nicias y su admirable constancia. Tampoco se les ocurrió culparle por haber seguido los dictados de la religión. Solo le hicieron un reproche, haberse llevado a un adivino ignorante. El adivino se había equivocado sobre el presagio del eclipse de luna, pues hubiera debido saber que, para un ejército que se quiere retirar, la luna que oculta su luz es un presagio favorable.